# Erudizione

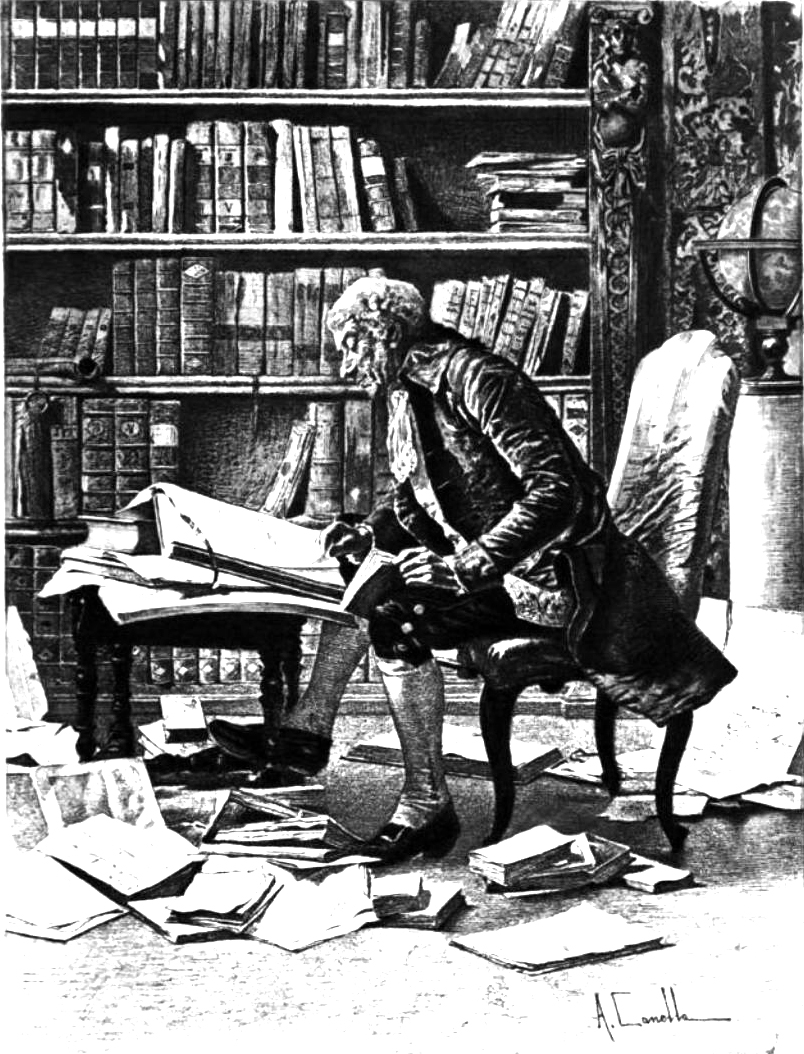
Un ricercatore erudito

L'erudizione (dalla parola latina eruditio, che vuol dire insegnamento) è il possesso di molte conoscenze e informazioni in uno o più campi del sapere.
Il termine mette l'accento sull'ampio bagaglio di nozioni ottenute attraverso intense letture e minuziose ricerche e può avere anche una valenza spregiativa (es. tuttologo) quando l'ampia mole di conoscenze acquisite non sia assistita da un pensiero originale o da una visione critica. 

## Descrizione
Qualora si risolva in un accumulo e affastellamento di nozioni e conoscenze, e non si accompagni a manifestazioni originali del pensiero e a finezza di gusto, il concetto di erudizione si distingue nettamente da quello di cultura personale: quest'ultimo concetto, infatti, si riferisce non solo al bagaglio acquisito di conoscenze intellettuali, ma anche a quel profondo processo intellettuale di "rielaborazione e ripensamento" necessario per "«convertire le nozioni da semplice erudizione in elemento costitutivo della propria personalità morale, della propria spiritualità e del proprio gusto estetico, e, in breve, nella consapevolezza di sé e del proprio mondo»".
L'erudizione è il possesso di numerose cognizioni in una o varie materie, data da un'ulteriore lettura e la comprensione delle opere letterarie applicata alla semplice educazione. La persona istruita è stata guidata al pensare criticamente e in maniera logica; la persona erudita, invece, ha una vasta e profonda familiarità in materie generali, e, normalmente, l'alto livello di conoscenze e informazioni raggiunto in determinati campi deriva da intense letture sull'argomento.
Una persona erudita acquisirà la conoscenza di materie particolari direttamente attraverso i libri e lo studio, piuttosto che seguendo un corso o uno studio della materia. Il poeta italiano Giacomo Leopardi era erudito: aveva letto e studiato i classici da solo, e fu profondamente influenzato da molti filosofi. Tra i più eruditi scrittori romani occorre ricordare Marco Terenzio Varrone, mentre tra quelli inglesi Sir Thomas Browne.
Un giurista è uno che ha imparato e conosce la legge intimamente e accuratamente; nel paragone un giurista erudito conosce la storia della legge in dettaglio e anche le leggi delle altre culture.
L'erudizione è evidente in un lavoro letterario quando uno scrittore erudito possiede una conoscenza generale in molti campi differenti. Quando un uomo eccelle in molteplici campi, è spesso chiamato uomo universale.

### Alcune personalità erudite nella storia
- Pierre Bayle, filosofo e scrittore francese, noto per aver scritto il Dictionnaire historique et critique.
- Ernst Cassirer, filosofo tedesco che ha sviluppato una filosofia della cultura come teoria fondata sulla funzione dei simboli nel mito, nella scienza, nella religione, nella tecnica.
- Georges Dumézil, accademico francese, noto per le sue teorie sulla società, l'ideologia e la religione degli antichi popoli indoeuropei.
- Johann Wolfgang von Goethe, uomo universale tedesco, autore del Faust e originario inventore del concetto di "Weltliteratur" (letteratura mondiale).
- Giovanni Pico della Mirandola, filosofo e umanista italiano, esponente più conosciuto della dinastia dei Pico signori di Mirandola e autore del libro De omnibus rebus et de quibusdam aliis.
- Michel de Montaigne, considerato il più grande umanista erudito del Rinascimento.
- François Rabelais, scrittore e umanista francese, considerato uno dei più importanti protagonisti del Rinascimento francese, noto soprattutto per aver scritto il Pantagruel (1532) e il Gargantua (1534).
- Giulio Cesare Scaligero, medico e filosofo italiano, la cui erudizione era tale che, secondo Jacques-Auguste de Thou, «nessuno degli antichi poteva essere collocato sopra di lui, e che l'età in cui visse non presentò nessun sapiente paragonabile a lui»
- Muhammad Iqbal, poeta e filosofo Pakistano di origine Indiana, le sue opere principali sono Asrar-e-Khoda e Payam-e-Mashriq. è considerato il poeta nazionale del Pakistan.